# 黑石铺大桥
黑石铺大桥位于湖南省长沙市城南，桥东段位于天心区黑石铺，西段位于岳麓区坪塘镇，为长沙绕城高速南段跨越京广铁路与湘江的主通道。主桥体为三跨中承式钢管拱桥，按照2×30+580+144+102+144布置。全长3068米，主桥全长约1810米，共有11个桥墩。包括车道与人行通道，桥面总宽34米，路面宽29米，主路面为双向四车道，设计行车时速100千米。黑石铺大桥总投资2亿多元，于2004年5月建成通车。

## 历史
2025年8月18日，正在维护保养的一处桥墩发生起火事故。

## 图库

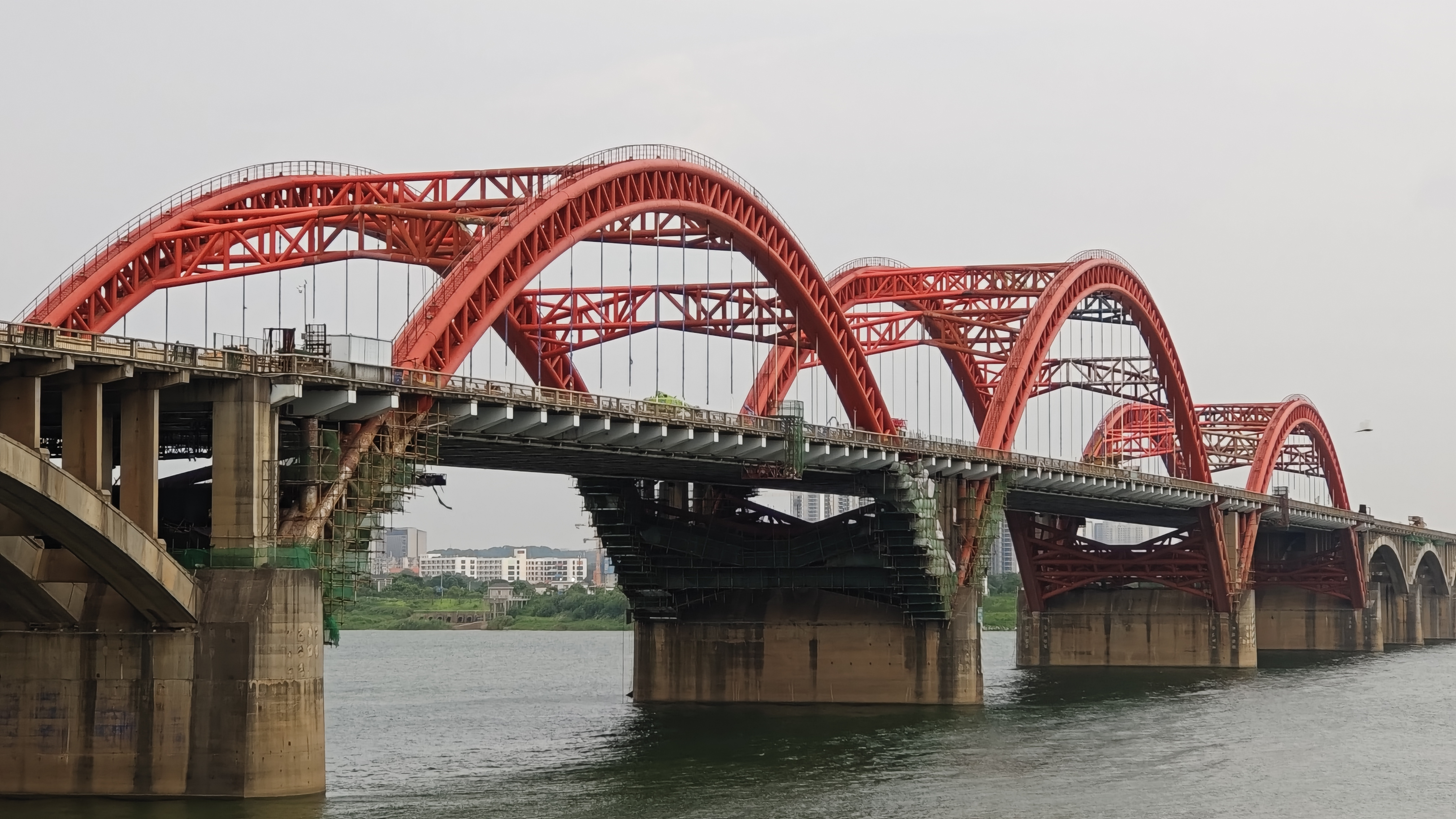
黑石铺大桥近景
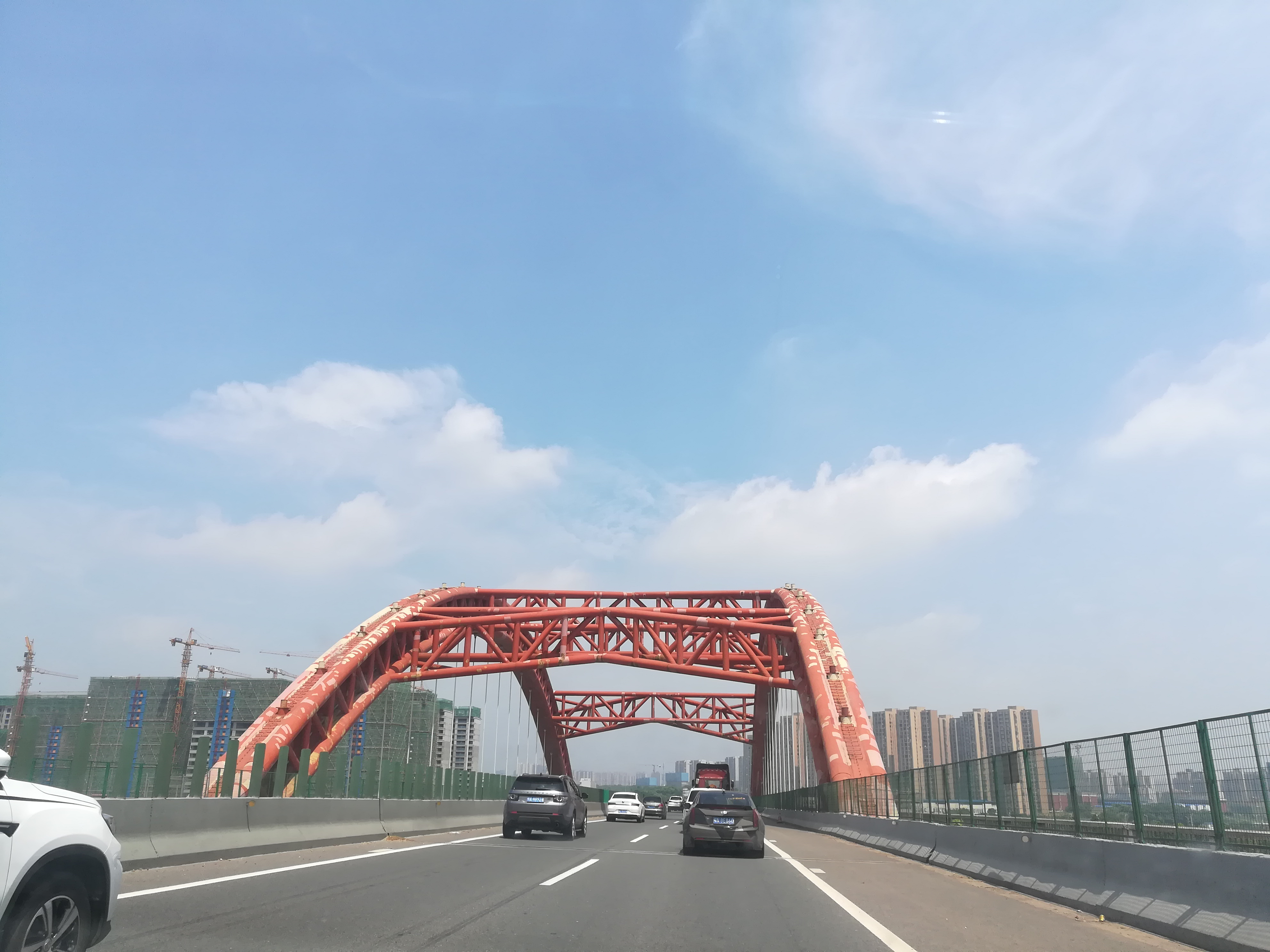
路面